# サンデー洋画劇場
『サンデー洋画劇場』（サンデーようがげきじょう）は、1971年4月から1973年9月、および1974年4月から同年9月までフジテレビで放送されていた映画番組である。

## 放送時間
いずれも日本標準時。

### 第1期
- 日曜 12:00 - 13:56 （1971年4月 - 1972年9月）
- 日曜 12:00 - 13:40 （1972年10月 - 1973年3月） - 13:40以降に『ミュージック・ギャラリー』が編成されたことで16分縮小。
- 日曜 12:00 - 13:30 （1973年4月 - 1973年9月） - 『ミュージック・ギャラリー』の10分繰り上げによってさらに10分縮小。

### 第2期
- 日曜 12:00 - 13:30 （1974年4月 - 1974年9月）

## 放送作品一覧
- 豪傑カサノバ
- 底抜け艦隊
- 金魚鉢の中の恋
- 勇者の街
- 底抜けオットあぶない
- おんな心
- 赤い靴
- 底抜け大学教授
- 朝な夕なに
- 船乗りシンドバッドの冒険
- バレジェンヌ
- 五人の札付き娘
- ブルーマックス
- 底ぬけ棚ボタ成金
- 北西騎馬警官隊
- バグダッド
- 奥様ご用心
- アルプスの少女ハイジ
- 赤と黒
- 黄金の腕
- 裸の天使
- 情け無用のならず者
- 燃える幌馬車
- アラスカ魂
- 青い目の蝶々さん
- マンハッタン無宿
- マンハッタン物語
- ロミオとジュリエット
- ノートルダムのせむし男
- 宇宙戦争
- 底抜けびっくり仰天
- 自転車泥棒
- 真昼の決闘
- カビリアの夜
- ハッド
- 断崖
- 望郷
- 雨を降らす男
- 俺たちは天使じゃない
- 底抜けもててもてて
- 紐育ウロチョロ族
- わんぱく戦争
- 野ばら
- パリが恋するとき
- テキサスの七人
- 裸で御免なさい
- 底抜け00の男
- フランス女性と恋愛
- ほか多数